# Berlie Doherty
Berlie Doherty (* 6. November 1943 in Knotty Ash, Liverpool als Berlie Hollingsworth) ist eine britische Kinder- und Jugendbuchautorin. Sie arbeitete als Sozialarbeiterin für Kinder, als Lehrerin und für das Radio, bevor sie 1982 ihr erstes Buch veröffentlichte und ab 1983 Schriftstellerin wurde.

## Werdegang
Berlie Doherty wurde in Knotty Ash, einem Liverpooler Ward, im heutigen Metropolitan County Merseyside geboren. Im Alter von vier Jahren folgte ein Umzug in eine Kleinstadt an der See, in der sie weiter aufwuchs. Ihr Vater ermutigte sie, Geschichten und Gedichte zu schreiben, von denen einige auf den Kinderseiten der (mittlerweile eingestellten) lokalen Tageszeitungen Hoylake News and Advertiser und The Liverpool Echo veröffentlicht wurden. Als sie mit 14 Jahren die Altersgrenze für diese Angebote erreicht hatte, stellte sie ihre schriftstellerischen Arbeiten für einen längeren Zeitraum ein.
Über die Ermutigung durch ihren Vater berichtete sie im Rahmen einer Preisverleihung:

“I cherished the dream, but it was my father who nourished it. He used to tell me bedtime stories every night, and very often we would make them up together, tossing the ideas backwards and forwards like a bright ball. Then he would drop the ball — ‘I’ve had enough now’, he would say, ‘… you can finish that for yourself.’”

„Ich habe den Traum gepflegt, aber es war mein Vater, der ihn nährte. Er erzählte mir jeden Abend Gutenachtgeschichten, und sehr oft erfanden wir sie zusammen und spielten uns gegenseitig die Ideen zu wie einen hellen Ball. Dann ließ er den Ball fallen – ‚Ich habe jetzt genug‘, sagte er, ‚… du kannst das für dich selbst beenden.‘“

An der Upton Hall Convent School schloss sie ihre schulische Ausbildung ab. Es folgten ein Englisch-Studium an der University of Durham, das sie 1965 erfolgreich absolvierte, und ein postgraduales Studium der Sozialwissenschaften an der University of Liverpool, das 1966 ebenfalls erfolgreich beendet wurde. Nachdem ihr drittes Kind eingeschult worden war, besuchte Berlie Doherty wieder eine Universität, die University of Sheffield, um sich zur Lehrerin ausbilden zu lassen. Dieses postgraduale Studium schloss sie 1978 ab. In dieser Zeit fing sie wieder mit dem Schreiben an.
Ende der 1970er Jahre, mittlerweile Lehrerin, wurde sie vom regionalen Sender BBC Radio Sheffield beauftragt, Hörschulprogramme für Schulen zu schreiben und zu produzieren. Nach ungefähr zwei Jahren begann sie auch eigene Stücke für BBC Radio 4 zu schreiben. Zwischen 1979 und 1982 entstanden verschiedene Kurzgeschichten für BBC Radio Sheffield und bis 1985 vier Hörspiele: The Drowned Village (1980, ihr Premierenstück), Unlucky for Some (1980), Requiem (1982, ursprünglich eine Kurzgeschichte, später zum Roman weiterentwickelt) und Sacrifice (1985). Ab 1990 folgten in unregelmäßigem Abstand noch einige Produktionen. Zudem schrieb sie vor allem Anfang der 1980er Jahre noch Material für das Schulprogramm der BBC.

## Karriere als Autorin
Ihre erste offizielle Buchveröffentlichung war 1982 das Buch How Free You Are!.
Requiem, ihr erstes Buch für Erwachsene, benötigte für seine Entstehung zehn Jahre und erschien 1991. Die Ursprünge gehen auf einen Universitätskurs in kreativem Schreiben zurück, in dem Doherty mit einer Kurzgeschichte die Basis legte.
Der 2009 auf Deutsch veröffentlichte Roman Das Mädchen, das Löwen sah (Originaltitel Abela: The Girl Who Saw Lions), der sich vorrangig an Leser im Alter von ungefähr zehn Jahren richtet, ist das 50. Buch der Autorin.
Thematisch ist Doherty nicht auf ein bestimmtes Genre festgelegt. Teilweise stützt sie sich auf ihre Erfahrungen als Sozialarbeiterin und behandelt zeitgenössische Themen wie beispielsweise Teenagerschwangerschaften (Dear Nobody, 1991), Adoption (The Snake-Stone, 1995) und AIDS-Waisen aus Afrika sowie Kinderhandel (Abela: The Girl Who Saw Lions, 2007). Als Naturschützerin beschäftigt sie sich in ihrem Bilderbuch Tilly Mint and the Dodo (1988) mit dem Artensterben.
Ansonsten setzt beispielsweise ihr Roman Spellhorn auf eine Fantasy-Welt, um sich dem Thema Blindheit zu nähern, während andere Werke wie Street Child (1993) und Treason (2011) in einer faktenbasierten historischen Welt spielen – in dem einen Fall das London der 1860er Jahre und in dem anderen die Regierungszeit von Heinrich VIII. Autobiografische Elemente finden sich in den Romanen Granny Was a Buffer Girl (1986, die Geschichte der Hochzeit ihrer Eltern) und The Sailing Ship Tree (1998, das Leben ihres Vaters und eines Großvaters).
Berlie Dohertys Werke sind oft erkennbar auf real existierende Orte bezogen. Als junge Mutter fuhr sie häufig mit dem Auto in der Grafschaft Derbyshire umher und erlebte verschiedene Campingaufenthalte mit ihren Kindern. Später kaufte sie sich bewusst ein Haus in der Ortschaft Edale. Neben der Geschichte Deep Secret (2004), die sich auf die im Ladybower Reservoir untergegangenen Dörfer Derwent und Ashopton bezieht, ist beispielsweise auch A Beautiful Place for a Murder (2017) explizit in Edale angesiedelt. Im Rahmen eines Interviews zu dem Buch Far From Home (2015), der Fortsetzung von Street Child, betonte sie, wie wichtig es sei, die Handlung an einem vertrauten Ort – es ist auch in diesem Fall Derbyshire – spielen zu lassen.

### Gedichte und Kurzgeschichten
Berlie Dohertys erste Gedichtsammlung Walking on Floor wurde 1993 von Harper Collins und 1999 noch einmal von Hodder veröffentlicht. Einige ihrer Gedichte haben in Anthologien verschiedener Herausgeber Eingang gefunden. Das Gedicht „Here lies a city’s heart …“ wurde in einer Fußgängerzone in Sheffield auf zwei halbrunden Steinen eingraviert, die die Schnittstelle der Straßen The Moor und Rockingham Way markieren. Der Durchmesser des Kreises ist 1,95 m und die Buchstaben des insgesamt elfzeiligen Gedichts sind 9 cm groß.
Ebenso veröffentlichte Berlie Doherty eine Reihe von Kurzgeschichtenbänden. Running on Ice von 1997 beispielsweise enthält acht Kurzgeschichten, die zwischen 1985 und 1996 bereits bei verschiedenen Verlagen veröffentlicht worden waren. Ein Teil dieser Geschichten wurde zudem für BBC Radio 4 als Radioversion aufbereitet; die Geschichten Ghost Galleon und Nightmare wurden zudem noch einmal separat als Nightmare: Two Ghostly Tales veröffentlicht.

### Radio, Fernsehen, Theater
Berlie Doherty hat viele Stücke für das Radio geschrieben, das sie als „ein wunderbares Medium zum Schreiben“ bezeichnet, da es sowohl den Schriftsteller als auch die Hörer dazu einlade, „ihre Vorstellungskraft zu nutzen und mit ihrem geistigen Auge zu ‚sehen‘“. Ihr Premierenstück war 1980 das etwa 30-minütige Fantasy-Hörspiel The Drowned Village über das Dorf Derwent, das im Ladybower Reservoir unterging. Später folgten u. a. das Stück Requiem (1982) über ein irisches Mädchen, das sich auf der Suche nach sich selbst von seinen katholischen und familiären Wurzeln abgrenzt, das Stück Dear Nobody (1993), eine Radioumsetzung ihres gleichnamigen Buches, und The Snow Queen (1994), eine Hörspielumsetzung des Kunstmärchens Die Schneekönigin von Hans Christian Andersen mit Diana Rigg und Dirk Bogarde als Sprechern.
Doherty hat auch zwei ihrer Romane für das Fernsehen adaptiert: White Peak Farm für BBC One (1988) und Children of Winter für den privatwirtschaftlich betriebenen öffentlich-rechtlichen Sender Channel 4 (1994). 2001 folgte die Serie Zzaap and the Word Master über zwei im Cyberspace gefangene Kinder, die auf BBC Two ausgestrahlt wurde. Alle drei sind auch auf Video erhältlich.
Ebenso hat sie mehrere Theaterstücke geschrieben – sowohl Originalwerke als auch Umsetzungen ihrer Bücher. Dazu gehören u. a. Dear Nobody (Erstaufführung durch das Sheffield Crucible Theatre 1983), Return to the Ebro (erstmals aufgeführt vom Manchester Library Theatre 1986), A Growing Girl’s Story (Yorkshire Art Circus Tour, 1989) sowie Tilly Mint and the Dodo Dac (Doncaster Schools Tour).

### Oper und Musik
Wie bei ihren Radiobearbeitungen hat Berlie Doherty für ihre drei Opernproduktionen sowohl neue Texte geschaffen als auch eigene Werke angepasst. Dabei stammen die Libretti von ihr, die Musik dagegen von Richard Chew (Daughter of the Sea, 2004 im Crucible Theatre Sheffield aufgeführt), von Dukas, Saint-Saëns, Liadov und Julian Philips (The Magician’s Cat, eine Auftragsarbeit für die Welsh National Opera, 2004) sowie noch einmal Julian Philips allein (Wild Cat, ebenfalls eine Auftragsarbeit der Welsh National Opera, 2007).
Drei Werke wurden zudem so geschrieben, dass sie im Rahmen von Live-Auftritten von Musik begleitet werden. Konkret handelt es sich dabei um Claude Debussys Streichquartett g-Moll (sein einziges Streichquartett) als Inspiration für Midnight Man, Bedřich Smetanas Streichquartett Nr. 1 als Inspiration für Blue John und Leoš Janáčeks Streichquartett Nr. 1 nach Leo Tolstois Novelle Die Kreutzersonate als Inspiration für The Spell of the Toadman.

## Rezeption
Ihr 1995 veröffentlichtes Buch The Magical Bicycle, mit dem Christian Birmingham sein Debüt als Illustrator feierte, wurde u. a. für den mit 1.000 GBP und nach dem Verleger von Erich Kästner benannten Kurt Maschler Award nominiert.
2002 wurde ihr aufgrund ihrer Leistungen als Autorin von der University of Derby der Grad eines Ehrendoktors verliehen.
20 Jahre nach der Veröffentlichung ihres Frühwerks White Peak Farm wurde ihr von der Nonprofit-Organisation „Children’s Literature Association“ (ChLA) der Phoenix Award verliehen. Den Preis können englischsprachige Bücher erhalten, die bei ihrer Erstveröffentlichung 20 Jahre vor der Preisverleihung keine größeren Auszeichnungen erhalten haben.
Dohertys Bücher wurden in über 20 Sprachen übersetzt.

## Privatleben
Berlie Dohertys Lebenspartner ist Alan Brown, der ebenfalls Autor von Kinderbüchern ist. Sie ist die Mutter von drei Kindern: Joanna, Tim und Sally. Zu ihrem Haushalt gehört zudem eine nahezu schwarze Katze namens „Midnight“. Zum Zeitpunkt der Verleihung des Phoenix Award 2004 stand Doherty kurz davor, durch die Ehefrau ihres Sohnes erstmals Großmutter zu werden.
Sie lebt grundsätzlich als Vegetarierin, nimmt aber weiterhin Fisch zu sich.
Neben ihrer schriftstellerischen Arbeit ist Berlie Doherty auch musisch aktiv: Sie spielt – nach eigener Auskunft eher schlecht – die Penny Whistle und die Fiddle in einer Céilí-Band. Zudem lernt sie Piano und Violine.

## Trivia
Die Umbenennung ihres ursprünglich unter dem Titel White Peak Farm erschienenen Buches in Jennie of White Peak Farm erfolgte aus pragmatischen Gründen, wie Berlie Doherty im Rahmen ihrer Dankesrede bei der Verleihung des Phoenix Award 2004 erzählte: Auf der Suche nach einem Buch über Wanderrouten in Derbyshire fand sie zwischen Landkarten und Bed-and-Breakfast-Reiseführern auch ihren Roman. Als ihr Verleger mit der Idee einer Neuauflage auf sie zukam, regte sie die letztlich vollzogene Änderung von einem orts- zu einem personenbezogenen Titel an.
In vielen ihrer Bücher kommen Großmütter als wichtige und starke Charaktere vor. Allerdings basieren diese Figuren nicht auf eigenen biographischen Erfahrungen, da alle ihre vier Großeltern vor ihrer Geburt starben. Sie selbst nannte diesen Umstand eine „schreckliche Entbehrung“ (englisch “I think that’s a terrible deprivation”).

## Auszeichnungen

### Gewinne
- Burnley Express/National and Provincial Children’s Book of the Year (Burnley Award): 1987 (Granny was a Buffer Girl)[3]
- Boston Globe-Horn Book Award (USA): 1988 (Granny was a Buffer Girl)[25]
- Carnegie Medal: 1986 (für Granny was a Buffer Girl),[26] 1991 (Dear Nobody)[27]
- NASEN Special Educational Needs Children’s Book Award: 1995 (The Golden Bird)[3]
- Oppenheim Gold Seal Award: (The Magical Bicycle)
- Phoenix Award: 2004 (White Peak Farm)
- Sankei Award (Japan): 1994 (Dear Nobody)[3]
- Talkies Award: 1999 (The Water Babies)
- Writers’ Guild Award: „Best Children’s Play“ 1991 (Dear Nobody), „Best Children’s Book“ 1996 (Daughter of the Sea)[3]

### Nominierungen
- Astrid Lindgren Memorial Award (ALMA): Nominierung 2005[28]
- Kurt Maschler Award: Nominierung 1995 (The Magical Bicycle)[22]
- Booktrust Teenage Prize: 2004 (Deep Secret)[3]

## Werke (Auswahl)

### Bücher für Kinder und junge Erwachsene
- White Peak Farm. Methuen, London 1984. (später unter dem Titel Jeannie of White Peak Farm wiederveröffentlicht).[29]
- Granny was a Buffer Girl. Lions, 1986. (dt. Taube im Sommerlicht. 1989, ISBN 3-8000-2735-6).
- Dear Nobody. 1991. (dt. Dear Nobody, 1997, ISBN 3-423-78274-9).
- Daughter of the Sea. Hamish Hamilton, London 1996.
- The Snow Queen. (Adaption von Hans Christian Andersen)
- Holly Starcross. Puffin Books, London 2001.
- Deep Secret. Puffin Books, London 2004.
- Abela: The Girl Who Saw Lions. Andersen Press, London 2007.
- The Company of Ghosts. 2013.
- Far from Home: The Sisters of Street Child. 2015.

### Bilderbücher und Kurzgeschichten
- Tilly Mint and the Dodo. 1988.
- The Magical Bicycle. HarperCollins, 1995.  (illustriert von Christian Birmingham).
- The Midnight Man. 1998.
- Fairy Tales. Walker Books, London 2002. (illustriert von Jane Ray).
- Blue John. 2003.
- The Starburster. 2004.
- Jinnie Ghost. 2005.
- The Humming Machine. 2006.
- Peak Dale Farm: A Calf Called Valentine. 2009.
- The Three Princes. 2011.

### Bücher für Erwachsene
- Requiem. 1991.
- The Vinegar Jar. 1994.

### Sonstige
- The Drowned Village. Hörspiel. BBC, 1980.
- Requiem. Hörspiel. BBC, 1982.
- Dear Nobody. Hörspiel. BBC, 1993.
- Walking on Air. Gedichtband. 1993.
- The Snow Queen. Hörspiel. BBC, 1994.
- The Forsaken Merman and Other Story Poems. Gedichtband. 1998.
- The Water Babies. Hörspiel. BBC, 1998.
- Daughter of the Sea. Libretto für Kinderoper. 2004.
- The Magician's Cat. Libretto für Kinderoper. 2004. (mit Musik von Julian Philips)
- Wildcat. Libretto für Kinderoper. 2007. (mit Musik von Julian Philips)